# Albert Kongsbak
Albert Georg Kongsbak (født 20. februar 1877 i København, død 21. oktober 1958 i København) var en dansk billedkunstner. Han er mest berømt for sine landskaber i realistisk eller naturalistisk stil.   Han flyttede til København, da han var ti år gammel, og tegnede gennem hele sin barndom. Han uddannede sig som maler ved Det Kongelige Akademi i København fra 1895 til 1901. På akademiet udviklede Kongsbak sig til en naturalistisk maler.
Kongsbak malede især landskaber, portrætter og interiører. Han fik inspiration til sit arbejde under sine rejser i udlandet. Fra 1898-1899 rejste Kongsbak i Tyskland og Schweiz, derefter i Italien i 1923-1924 og 1939. Han arbejdede også i Paris i 1925.
Hans arbejde blev inkluderet i mange af Charlottenborg-udstillingerne i København fra 1902 til 1959. Kongsbaks mest fremtrædende værker findes i museer som: Rudersdal Museer, Nordjyllands Kystmuseum, Københavns Museum samt Kunsten – Museum of Modern Art Aalborg.

## Yderligere læsning
- Der dänische Maler Albert Kongsbak: 1877-1958
- Albert Kongsbak